# Moon-sur-Elle
Moon-sur-Elle is een gemeente in het Franse departement Manche (regio Normandië). De plaats maakt deel uit van het arrondissement Saint-Lô. Moon-sur-Elle telde op 1 januari 2022 779 inwoners.

## Geografie
De oppervlakte van Moon-sur-Elle bedroeg op 1 januari 2022 9,84 vierkante kilometer; de bevolkingsdichtheid was toen 79,2 inwoners per km².

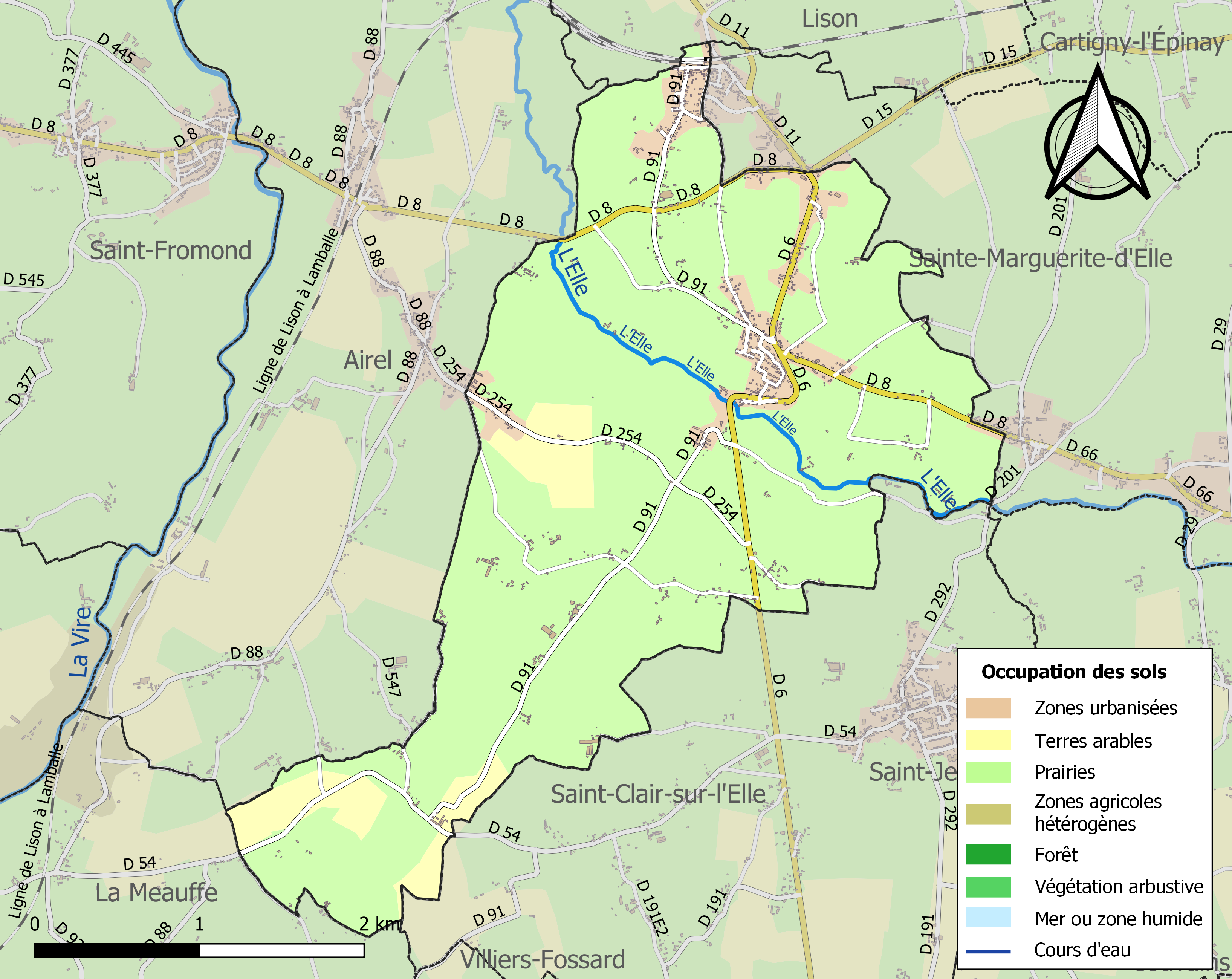
Kaart van de gemeente met de belangrijkste infrastructuur, bodemgebruik en omliggende gemeenten

## Verkeer en vervoer
In de gemeente ligt spoorwegstation Lison.

## Demografie
Onderstaande figuur toont het verloop van het inwonertal (bron: INSEE-tellingen).